# IC 2030
IC 2030 је ознака објекта на координатама са ректансцензијом 4h 4m 56,0s и деклинацијом - 19° 13" 40'. Открио га је Делајл Стјуарт, 1900. године. Каснијим посматрањима на том положају није уочен никакав астрономски објекат.